# Indice alfabetico delle biografie contenute ne Le vite de' più eccellenti pittori, scultori e architettori
Indice alfabetico delle biografie contenute ne Le vite de' più eccellenti pittori, scultori e architettori di Giorgio Vasari, edizione del 1568.

## A
- Agnolo Baccio d' - Baccio D'Agnolo - Parte 3.1 - 123
- Agnolo Michele - Michele Agnolo - Parte  -
- Alberti Leon Battista - Leon Battista Alberti - Parte 2 - 048
- Albertinelli Mariotto - Mariotto Albertinelli - Parte 2 - 090
- Angelico Beato - Beato Angelico - Parte 2 - 047
- Aretino Spinello - Spinello Aretino - Parte 1 - 025
- Aretino Niccolò - Niccolò Aretino - Parte 2 - 032
- Aretino Lione - Lione Aretino - Parte 3.2 - 157
- Arezzo Margaritone d' - Margaritone - Parte 2 - 006
- Alunno Nicolò - Nicolò Alunno  (menzionato nella voce sul Pinturicchio) - Parte 2 - 078

## B
- Bagnacavallo Bartolomeo da - Bartolomeo Ramenghi (Bartolomeo Da Bagnacavallo) - Parte 3.1 - 115
- Baldovinetti Alessio - Alessio Baldovinetti - Parte 2 - 051
- Banco Nanni di - Nanni di Banco - Parte 2 - 034
- Bandinelli Baccio - Baccio Bandinelli - Parte 3.1 - 135
- Bartoli Taddeo - Taddeo Bartoli - Parte 1 - 029
- Beccafumi Domenico - Domenico Beccafumi - Parte 3.1 - 130
- Bellano Bartolomeo - Vellano da Padova - Parte 2 - 052
- Belli Valerio alias Valerio Vicentino - Parte 3.1 - 124
- Bellini Jacopo - Jacopo Bellini - Parte  -
- Bellini Giovanni - Giovanni Bellini - Parte 2 - 066
- Bellini Gentile - Gentile Bellini - Parte  -
- Belluzzi Giovanni Battista - Girolamo e Bartolomeo Genga e Giovanbatista San Marino - Parte  -
- Bernardi Giovanni - Valerio Vicentino con Giovanni da Castel Bolognese e Matteo dal Nasaro Veronese - Parte  -
- Bicci Lorenzo di - Lorenzo di Bicci - Parte 1 - 030
- Boccaccino Boccaccio - Boccaccio Boccaccino (Boccaccino Cremonese) - Parte  -
- Bolognese Marcantonio - Marcantonio Bolognese - Parte 3.1 - 125
- Bondone Giotto di - Giotto, con Puccio Capanna - Parte 1 - 007
- Bonvicino Alessandro - detto Il Moretto - Parte 2 - 081
- Botticelli Sandro - Sandro Botticelli - Parte 2 - 073
- Bramante Donato - Donato Bramante (Bramante da Urbino) - Parte 2 - 088
- Bronzino - Bronzino - Parte  -
- BrunelleschI Filippo - Filippo Brunelleschi - Parte 2 - 041
- Buffalmacco Buonamico - Buonamico Buffalmacco - Parte 1 - 012
- Bugiardini Giuliano da - Giuliano Bugiardini - Parte 3.1 - 136
- Buonarroti Michelangelo - Michelangelo Buonarroti - Parte 3.2 - 153
- Buoninsegna Duccio di - Duccio di Buoninsegna - Parte 1 - 022

## C
- Calabrese Marco - Marco Calabrese - Parte 3.1 - 118
- Cambio Arnolfo di - Arnolfo di Cambio, con Bonanno - Parte 1 - 002
- Capanna Puccio - Giotto, con Puccio Capanna - Parte 1 - 007
- Caparra - Simone del Pollaiolo, con Il Caparra - Parte 3.1 - 096
- Caravaggio Polidoro da - Polidoro da Caravaggio e Maturino da Firenze (Maturino Fiorentino) - Parte 3.1 - 113
- Cardisco Marco - Marco Calabrese - Parte 3.1 - 118
- Carpaccio Vittore - Vittore Carpaccio - Parte 2 - 081
- Carpi Girolamo da - Benedetto Garofalo e Girolamo da Carpi - Parte 3.1 - 144
- Casentino Jacopo del - Jacopo del Casentino - Parte 1 - 024
- Castagno Andrea del - Andrea del Castagno - Parte 2 - 055
- Castel Bolognese Giovanni da - Valerio Vicentino con Giovanni da Castel Bolognese e Matteo dal Nasaro Veronese - Parte  -
- Castelfranco Giorgione da - Giorgione da Castelfranco - Parte 2 - 085
- Cavallini Pietro - Pietro Cavallini - Parte 1 - 014
- Cecca - Cecca - Parte 2 - 068
- Cesati Alessandro - Alessandro Cesati nel capitolo di Valerio Vicentino con Giovanni da Castel Bolognese e Matteo dal Nasaro Veronese e d'altri eccellenti intaglaitori di camei e gioie- Parte  -
- Chimenti Camicia - Paolo Romano, Maestro Mino e Chimenti Camicia - Parte  -
- Cimabue - Cimabue - Parte 1 - 001
- Cione Andrea di - Andrea Orcagna (Andrea di Cione) - Parte 1 - 017
- Clovio Gliulio - Giulio Clovio - Parte 3.2 - 158
- Correggio Antonio da - Antonio da Correggio - Parte 2 - 086
- Cosimo Piero di - Piero di Cosimo - Parte 2 - 087
- Costa Lorenzo il vecchio - Lorenzo Costa - Parte 2 - 064
- Credi Lorenzo di - Lorenzo di Credi - Parte 3.1 - 103
- Cremonese Boccaccino - Boccaccio Boccaccino (Boccaccino Cremonese) - Parte  -

## D
- Dello - Dello - Parte 2 - 033
- Donatello - Donatello - Parte 2 - 042
- Dossi Dosso - Dosso Dossi e Battista Dossi (i fratelli Dossi) - Parte  -
- Dossi Battista - Dosso Dossi e Battista Dossi (i fratelli Dossi) - Parte  -

## F
- Fabriano Gentile da - Gentile da Fabriano - Parte 2 - 056
- Feltre Morto da - Morto da Feltre - Parte 3.1 - 117
- Ferrarese Galasso - Galasso Ferrarese - Parte 2 - 060
- Ferrarese Ercole - Ercole Ferrarese - Parte 2 - 065
- Ferrucci Andrea - Andrea da Fiesole - Parte 3.1 - 098
- Fiesole Mino da - Mino da Fiesole - Parte 2 - 063
- Fiesole Andrea da - Andrea da Fiesole - Parte 3.1 - 098
- Filarete Antonio - Antonio Filarete e Simone Filarete - Parte 2 - 044
- Filarete Simone - Antonio Filarete e Simone Filarete - Parte  -
- Fiorentino Stefano - Stefano Fiorentino - Parte 1 - 009
- Fiorentino Tomasso - Tomasso Fiorentino - Parte 1 - 018
- Fiorentino Rosso - Rosso Fiorentino - Parte 3.1 - 114
- Firenze Maturino da - Polidoro da Caravaggio e Maturino da Firenze(Maturino Fiorentino) - Parte  -
- Francesca Piero della - Piero della Francesca - Parte 2 - 046
- Francesco Peselli - detto il Pesellino -  Pesello e Francesco Peselli
- Francia Francesco - Francesco Francia - Parte 2 - 079
- Franciabigio- Franciabigio - Parte 3.1 - 116
- Franco Battista - Battista Franco - Parte 3.2 - 147

## G
- Gaddi Gaddo - Gaddo Gaddi - Parte 1 - 005
- Gaddi Taddeo - Taddeo Gaddi - Parte 1 - 016
- Gaddi Agnolo - Agnolo Gaddi - Parte 1 - 020
- Garbo Raffaellino del - Raffaellino del Garbo - Parte 3.1 - 091
- Garofalo Benedetto - Benedetto Garofalo e Girolamo da Carpi - Parte  -
- Genga Girolamo - Girolamo e Bartolomeo Genga e Giovanbatista San Marino - Parte 3.1 - 140
- Genga Bartolomeo - Girolamo e Bartolomeo Genga e Giovanbatista San Marino - Parte  -
- Gherardi Cristofano - Cristofano Gherardi - Parte 3.1 - 137
- Gherardo- Gherardo - Parte 2 - 070
- Ghiberti Lorenzo - Lorenzo Ghiberti - Parte 2 - 037
- Ghirlandaio Domenico - Domenico Ghirlandaio - Parte 2 - 071
- Ghirlandaio Davide - Davide e Benedetto Ghirlandaio - Parte  -
- Ghirlandaio Benedetto - Davide e Benedetto Ghirlandaio - Parte  -
- Ghirlandaio Ridolfo del - Ridolfo - Parte 3.1 - 145
- Ghirlandaio David - David e Benedetto Ghirlandaio - Parte  -
- Ghirlandaio Benedetto - David e Benedetto Ghirlandaio - Parte  -
- Giocondo Giovanni - Fra Iocondo - Parte  -
- Giorgio Francesco di - Francesco di Giorgio e Vecchietta (Lorenzo di Pietro) - Parte  -
- Giottino alias Tommaso Fiorentino - Tomasso Fiorentino - Parte 1 - 018
- Giovanni Stefano di - Stefano e Ugolino - Parte 1 - 009
- Giuliano d'Arrigo  - detto il Pesello e Francesco Peselli
- Gozzoli Benozzo - Benozzo Gozzoli - Parte 2 - 058
- Granacci Francesco - Francesco Granacci - Parte 3.1 - 122
- Grazzini Benedetto - Benedetto da Rovezzano - Parte 3.1 - 101

## I
- Indaco Jacopo detto l' - Iacopo detto l'Indaco - Parte 2 - 082

## L
- Lappoli Giovanni Antonio - Giovann'Antonio Lappoli - Parte 3.1 - 131
- Leoni Leone - Lione Aretino - Parte 3.2 - 157
- Libri Francesco dai - Francesco e Girolamo dai Libri
- Libri Girolamo dai - Francesco e Girolamo dai Libri
- Licino Giovanni Anrtonio - Giovanni Antonio Licino - Parte 3.1 - 110
- Lippi Fra Filippo - Fra Filippo Lippi - Parte 2 - 053
- Lippi Filippino - Filippino Lippi - Parte 2 - 077
- Lombardi Alfonso - Alfonso Lombardi - Parte 3.1 - 109
- Lorenzetti Pietro - Pietro Lorenzetti (Pietro Laurati) - Parte 1 - 010
- Lorenzetti Ambrogio - Ambrogio Lorenzetti (Ambruogio Laurati) - Parte 1 - 013
- Lorenzetto- Lorenzetto - Parte 3.1 - 104
- Lotto Lorenzo - Lorenzo Lotto - Parte  -

## M
- Maiano Giuliano da - Giuliano da Maiano - Parte 2 - 045
- Maiano Benedetto da - Benedetto da Maiano - Parte 2 - 074
- Mantegna Andrea del - Andrea Mantegna - Parte 2 - 076
- Marsiglia Guglielmo da - Guglielmo da Marsiglia - Parte 3.1 - 095
- Martini Simone - Simone Martini con Lippo Memmi - Parte 1 - 015
- Masaccio- Masaccio - Parte 2 - 040
- Matteo del Nassaro - Valerio Belli con Giovanni da Castel Bolognese e Matteo dal Nasaro Veronese - Parte 3.1 - 124
- Matteo dal Nasaro Veronese -  Valerio Belli con Giovanni da Castel Bolognese e Matteo dal Nasaro Veronese - Parte 3.1 - 124
- Mazzola Francesco - Francesco Mazzola - Parte 3.1 - 119
- Memmi Lippo - Simone Martini con Lippo Memmi - Parte  -
- Memmi Lippo - Lippo - Parte 1 - 027
- Messina Antonello da - Antonello da Messina - Parte 2 - 050
- Michelozzi Michelozzo - Michelozzo Michelozzi - Parte 2 - 043
- Mino Maestro - Paolo Romano, Maestro Mino e Chimenti Camicia - Parte  -
- Modena Pellegrino da - Pellegrino da Modena - Parte  -
- Monaco Lorenzo - Lorenzo Monaco - Parte 1 - 028
- Montelupo Baccio - Baccio da Montelupo e Raffaello da Montelupo (padre e figlio) - Parte 3.1 - 102
- Montelupo Raffaello - Baccio da Montelupo e Raffaello da Montelupo (padre e figlio) - Parte  -
- Montorsoli Giovanni Angelo - Fra' Giovann'Agnolo Montorsoli - Parte 3.2 - 149
- Mosca Francesco - Simone Mosca e Francesco Mosca (Il Moschino) - Parte 3.1 - 139
- Mosca Simone - Simone Mosca e Francesco Mosca (Il Moschino) - Parte 3.1 - 139

## N
- Nasaro Veronese Matteo dal - Valerio Vicentino con Giovanni da Castel Bolognese e Matteo dal Nasaro Veronese - Parte  -
- Nerio Ugolino di - Stefano e Ugolino - Parte  -

## O
- Orcagna Andrea - Andrea Orcagna (Andrea di Cione) - Parte 1 - 017

## P
- Padova Vellano da - Vellano da Padova - Parte 2 - 052
- Palma Jacopo - Jacopo Palma il Vecchio (Il Palma) - Parte 3.1 - 120
- Panicale Masolino da - Masolino da Panicale - Parte 2 - 038
- Penni Gianfrancesco - Giovan Francesco, anche noto come il Fattore - Parte 3.1 - 106
- Perugino Pietro - Pietro Perugino - Parte 2 - 080
- Peruzzi Baldassare - Baldassarre Peruzzi - Parte 3.1 - 105
- Pesello Francesco di - Pesello e Francesco di Pesello - Parte 2 - 057
- Pesello - Pesello e Francesco di Pesello - Parte  -
- Pietro Lorenzo di detto il Vecchietta - Francesco di Giorgio e Vecchietta (Lorenzo di Pietro) - Parte  -
- Pinturicchio Bernardino - Bernardino Pinturicchio - Parte 2 - 078
- Piombo Sebastiano del - Sebastiano del Piombo (Sebastiano Viniziano) - Parte 3.1 - 128
- Pisanello Vittore - Vittore Pisanello - Parte  -
- Pisano Bonanno - Arnolfo di Cambio, con Bonanno - Parte  -
- Pisano Nicola - Nicola Pisano - Parte 1 - 003
- Pisano Giovanni - Giovanni Pisano - Parte  -
- Pisano Andrea - Andrea Pisano - Parte 1 - 011
- Pollaiolo Simone del - Simone del Pollaiolo (il Cronaca) - Parte 3.1 - 096
- Pollaiuolo Antonio - Antonio Pollaiuolo - Parte 2 - 072
- Pollaiuolo Piero - Piero Pollaiuolo - Parte  -
- Ponte Giovanni da - Giovanni da Ponte - Parte 1 - 019
- Pontormo Jacopo da - Jacopo da Pontormo - Parte 3.1 - 138
- Pordenone- Giovanni Antonio Licino - Parte 3.1 - 110
- Primaticcio Francesco - Francesco Primaticcio - Parte 3.2 - 154
- Puligo Domenico - Domenico Puligo - Parte 3.1 - 097

## Q
- Quercia Jacopo della - Jacopo della Quercia - Parte 2 - 031

## R
- Raimondi Marcantonio - Marcantonio Bolognese - Parte 3.1 - 125
- Ramenghi Bartolomeo - Bartolomeo Ramenghi (Bartolomeo Da Bagnacavallo) - Parte 3.1 - 115
- Robbia Luca della - Luca della Robbia - Parte 2 - 035
- Romani (o Romano) Girolamo - detto Romanino - Parte 2 - 081
- Romano Paolo - Paolo Romano, Maestro Mino e Chimenti Camicia - Parte 2 - 054
- Romano Giulio - Giulio Romano - Parte 3.1 - 127
- Rosselli Cosimo - Cosimo Rosselli - Parte 2 - 067
- Rossellino Antonio - Antonio Rossellino - Parte 2 - 061
- Rossellino Bernardo - Bernardo Rossellino - Parte  -
- Rossi Properzia de' - Properzia de' Rossi - Parte 3.1 - 108
- Rossi Francesco de' - Francesco detto de' Salviati - Parte 3.2 - 150
- Rovezzano Benedetto - Benedetto da Rovezzano - Parte 3.1 - 101
- Rustici Giovanni Francesco - Francesco Rustici - Parte 3.2 - 148

## S
- Salviati Francesco detto de' - Francesco detto de' Salviati - Parte 3.2 - 150
- San Clemente Don Bartolomeo abate di - Don Bartolomeo abate di San Clemente - Parte 2 - 069
- San Gallo Bastiano detto Aristotile da - Bastiano detto Aristotile da San Gallo - Parte 3.1 - 143
- San Gimignano Vincenzo da - Vincenzo da San Gimignano e Timoteo da Urbino - Parte 3.1 - 099
- San Marco Fra Bartoloeo di - Fra Bartolomeo di San Marco - Parte 2 - 089
- San Marino Giovanbatista - Girolamo e Bartolomeo Genga e Giovanbatista San Marino - Parte  -
- Sanese Berna - Barna senese - Parte 1 - 021
- Sanese Francesco - Francesco Sanese - Parte -
- Sangallo Giuliano da - Giuliano da Sangallo - Parte 3.1 - 093
- Sangallo Antonio da - Antonio da Sangallo - Parte  -
- Sangallo Antonio da, il giovane - Antonio da Sangallo - Parte 3.1 - 126
- Sangallo Bastiano da - Bastiano detto Aristotile da San Gallo - Parte 3.1 - 143
- Sanmicheli Michele - Michele Sanmicheli - Parte 3.1 - 141
- Sansovino Andrea - Andrea Sansovino (Andrea dal Monte Sansovino) - Parte 3.1 - 100
- Sansovino Jacopo - Iacopo Sansavino - Parte 3.2 - 156
- Santacroce Girolamo - Girolamo Santacroce - Parte  -
- Sanzio Raffaello - Raffaello Sanzio - Parte 3.1 - 094
- Sarto Andrea del - Andrea del Sarto - Parte 3.1 - 107
- Settignano Desiderio da - Desiderio da Settignano - Parte 2 - 062
- Siena Agostino da - Agostino e Agnolo - Parte 1 - 008
- Signorelli Luca - Luca Signorelli - Parte 2 - 083
- Soddoma Giovannantonio detto il Soddoma da Verzelli - Giovannantonio detto il Soddoma da Verzelli - Parte 3.1 - 142
- Soggi Niccolò - Niccolò Soggi - Parte 3.1 - 132
- Sogliani Giovanni Antonio - Giovanni Antonio Sogliani - Parte 3.1 - 111
- Spinelli Parri - Parri Spinelli - Parte 2 - 039
- Starnina Gherardo - Gherardo Starnina - Parte 1 - 026

## T
- Tafi Andrea - Andrea Tafi - Parte 1 - 004
- Tamagni Vincenzo - Vincenzo da San Gimignano e Timoteo da Urbino - Parte 3.1 - 099
- Timoteo da Urbino - Vincenzo da San Gimignano e Timoteo da Urbino - Parte 3.1 - 099
- Tisi Benvenuto - Benedetto Garofalo e Girolamo da Carpi - Parte  -
- Torrigiani Pietro - Pietro Torrigiano (Torrigiano) - Parte 3.1 - 092
- Treviso Girolamo da - Girolamo da Treviso (Girolamo Da Trevigi) - Parte 3.1 - 112
- Tribolo Niccolò - Niccolò detto il Tribolo - Parte 3.1 - 133

## U
- Uccello Paolo - Paolo Uccello - Parte 2 - 036
- Udine Giovanni da - Giovanni da Udine - Parte 3.1 - 146
- Urbino Bramante da - Donato Bramante (Bramante da Urbino) - Parte 2 - 088
- Urbino Timoteo da - Vincenzo da San Gimignano e Timoteo da Urbino - Parte  -

## V
- Vaga Perin del - Perino Del Vaga - Parte 3.1 - 129
- Vasari Lazzaro - Lazzaro Vasari - Parte 2 - 049
- Vasari Giorgio - Giorgio Vasari - Parte 3.2 - 159
- Vecchietta- Francesco di Giorgio e Vecchietta (Lorenzo di Pietro) - Parte  -
- Vecellio Tiziano - Tiziano Vecellio - Parte 3.2 - 155
- Vellano da Padova - Vellano da Padova - Parte 2 - 052
- Veneziano Domenico - Domenico Veneziano - Parte  -
- Veronese Liberale - Liberale Veronese - Parte ? - 121
- Verrocchio Andrea del - Andrea del Verrocchio - Parte 2 - 075
- Verzelli Giovannantonio da - Giovannantonio detto il Soddoma da Verzelli - Parte 3.1 - 142
- Vicentino Valerio - alias Valerio Belli con Giovanni da Castel Bolognese e Matteo dal Nasaro Veronese - Parte 3.1 - 124
- Vinci Leonardo da - Leonardo da Vinci - Parte 2 - 084
- Vinci Pierino da - Pierino da Vinci - Parte 3.1 - 134
- Viniziano Antonio - Antonio Viniziano - Parte 1 - 023
- Viniziano Sebastiano - Sebastiano del Piombo (Sebastiano Viniziano) - Parte 3.1 - 128
- Vite Timoteo della - Vincenzo da San Gimignano e Timoteo da Urbino - Parte  -
- Viti Timoteo - Vincenzo da San Gimignano e Timoteo da Urbino - Parte  -
- Volterra Daniello Ricciarelli da - Daniello Ricciarelli da Volterra - Parte 3.2 - 151

## Z
- Zuccari Taddeo - Taddeo Zucchero - Parte 3.2 - 152